# 2001: A Space Travesty
2001: A Space Travesty é um filme teuto-canadense de 2000, dos gêneros comédia e ficção científica, dirigido por Allan A. Goldstein.

## Enredo
Quando o presidente dos Estados Unidos é sequestrado por alienígenas e substituído por um clone, que passa a exercer o cargo de presidente em seu lugar, o Serviço Secreto convoca seu melhor agente, Marshall Dix para resgatá-lo. Ele parte rumo à Lua, já que é lá que o presidente é mantido como prisioneiro, dentro de uma base secreta internacional.

## Elenco
- Leslie Nielsen....... Richard 'Dick' Dix
- Ophélie Winter....... Cassandra Menage
- Ezio Greggio....... cap. Valentino Di Pasquale
- Peter Egan....... dr. Griffin Pratt
- Alexandra Kamp-Groeneveld....... dr. Uschi Künstler
- Damien Masson....... o presidente
- Pierre Edwards....... tte. Bradford Shitzu
- David Fox....... secretário Osgood
- Sam Stone....... chefe de polícia Halverson
- Verona Pooth....... Yetta Pussel